# Filip Živković
Filip Živković (Osijek, 1º agosto 2006) è un calciatore croato, attaccante dell'Osijek.

## Carriera

### Club
Živković è cresciuto nel settore giovanile dell'Osijek, con cui ha debuttato il 21 gennaio 2023 nell'incontro di Hrvatska nogometna liga pareggiato 1-1 contro il Rijeka. Il 2 febbraio seguente ha firmato il suo primo contratto professionistico ed il 1º marzo ha segnato il suo primo gol nella partita di coppa nazionale persa 2-1 contro l'Hajduk Spalato, diventando a 16 anni e 181 giorni il più giovane marcatore nella storia del club.

### Nazionale
Ha giocato con la nazionale croata Under-17.

## Statistiche

### Presenze e reti nei club
Statistiche aggiornate al 15 dicembre 2024.
| Stagione        | Squadra         | Campionato      | Campionato | Campionato | Coppe nazionali | Coppe nazionali | Coppe nazionali | Coppe continentali | Coppe continentali | Coppe continentali | Altre coppe | Altre coppe | Altre coppe | Totale | Totale | Totale |
| Stagione        | Squadra         | Comp            | Pres       | Reti       | Comp            | Pres            | Reti            | Comp               | Pres               | Reti               | Comp        | Pres        | Reti        | Pres   | Reti   |        |
| --------------- | --------------- | --------------- | ---------- | ---------- | --------------- | --------------- | --------------- | ------------------ | ------------------ | ------------------ | ----------- | ----------- | ----------- | ------ | ------ | ------ |
| 2022-2023       | Osijek          | HNL             | 10         | 0          | CC              | 1               | 1               | -                  | -                  | -                  | -           | -           | -           | 11     | 1      |        |
| 2023-2024       | Osijek          | HNL             | 7          | 0          | CC              | 1               | 0               | UECL               | 0                  | 0                  | -           | -           | -           | 8      | 0      |        |
| 2024-2025       | Osijek          | HNL             | 8          | 0          | CC              | 2               | 1               | UCL                | 0                  | 0                  | -           | -           | -           | 10     | 1      |        |
| Totale Osijek   | Totale Osijek   | Totale Osijek   | 25         | 0          |                 | 4               | 2               |                    | 0                  | 0                  |             | -           | -           | 29     | 2      |        |
| Totale carriera | Totale carriera | Totale carriera | 25         | 0          |                 | 4               | 2               |                    | 0                  | 0                  |             | -           | -           | 29     | 2      |        |